# Samurai de Olhos Azuis
Samurai de Olhos Azuis (em inglês: Blue Eye Samurai) é uma série de Animação adulta televisão (streaming) franco-americana de ação, criada e roteirizada por Michael Green e Amber Noizumi, com a supervisão de direção e produção de Jane Wu, e a co-produção e animação pelo estúdio francês Blue Spirit [fr]. Em 11 de dezembro de 2023, a série foi renovada para uma segunda temporada.

## Premissa
Durante o período Edo do Japão (século XVII), a onna-musha mestiça (hafu) branca e japonesa Mizu busca vingança contra os único quatro homens brancos presentes no país na época em que foi concebida, dentre eles seu pai, que permaneceu ilegalmente no Japão durante o fechamento de suas fronteiras (sakoku) pelo xogunato Tokugawa e que cometeu o estupro de sua mãe.

## Elenco de voz

### Principal
- Maya Erskine como Mizu, uma bushi mestiça de olhos azuis. Suas experiências com a discriminação por ser uma mulher japonesa mestiça a deixaram fria, amarga e vingativa. Mizu é frequentemente confundida com um homem por outros personagens, por ter sido caracterizada como um garoto desde criança por sua mãe, como forma de proteção.
- Masi Oka como Ringo, um cozinheiro otimista e deficiente que idolatra Mizu após um breve encontro. Apesar de Mizu inicialmente não querer companhia, mais tarde passa a tolerar Ringo, que é oprimido de forma semelhante a ela. Mesmo sem ter as mãos, Ringo se mostra muito prestativo e leal a Mizu, sendo fundamental no seu desenvolvimento.
- Darren Barnet como Taigen, um espadachim promissor, mas arrogante, de origem humilde. Ele guarda forte ressentimento em relação a Mizu desde a infância de ambos, e mais tarde busca vingança após ser humilhado em um duelo.
- Brenda Song como Princesa Akemi, a filha mimada, mas obstinada, de um daimiô "novo rico". Ela se ressente do controle do pai sobre ela e busca sua autonomia com um casamento com Taigen.
- George Takei como Seki (1ª temporada), tutor masculino da Princesa Akemi. Ele simpatiza com a situação de Akemi por ter participado de sua criação e, mais tarde, toma medidas para ajudar a garantir sua liberdade.
- Randall Park como Heiji Shindo (1ª temporada), o carcereiro nominal de Fowler e seu cúmplice.
- Cary-Hiroyuki Tagawa como Mestre Eiji, um ferreiro cego que criou Mizu. Ele foi a primeira pessoa a demonstrar bondade a Mizu, em parte porque não pode vê-la; como resultado, Mizu tem profundo respeito por ele, referindo-se a ele como "Pai das Espadas".
- Kenneth Branagh como Abijah Fowler, um contrabandista irlandês aliado ao Shogun, desafiando secretamente as políticas de portas fechadas (Sakoku) do Japão. Ele planeja derrubar o atual Shogun e substituí-lo por um líder que abrirá o país à influência externa.

### Recorrente
- Stephanie Hsu como Ise (1ª temporada), uma prostituta.
- Ming-Na Wen como Madame Kaji, uma cafetina astuta e experiente.
- Harry Shum Jr. como Takayoshi, o segundo filho do Shogun.
- Mark Dacascos como Chiaki Encharcado de Sangue (1ª temporada), um assassino e líder da gangue das Quatro Garras.
- Orli Mariko Green como Mizu jovem (1ª temporada)
- Judah Green como Taigen jovem (1ª temporada)
- Patrick Gallagher como Lord Daichi (1ª temporada), pai de Akemi.
- Ann Harada como Mama (1ª temporada), a mãe adotiva de Mizu. Embora Mizu inicialmente acreditasse que ela era sua mãe biológica, mais tarde é revelado que ela era apenas uma empregada paga para cuidar dela.
- Byron Mann como Mikio (1ª temporada), um samurai que perde sua honra (ronin) no sonho febril de Mizu.

As vozes de apoio são fornecidas por Gedde Watanabe, Patrick Gallagher, Eric Bauza, Clyde Kusatsu, Keone Young, Brittany Ishibashi, Holly Chou, Marcus Choi, Amber Noizumi, Mark Dacascos, Matthew Yang King, Jane Wu, West Liang, Alain Uy, Takaaki Hirakawa, Sherry Cola e Christine Ko.

## Episódios
| N.º | Título                             | Dirigido por              | Escrito por                   | Runtime | Exibição original |
| --- | ---------------------------------- | ------------------------- | ----------------------------- | ------- | ----------------- |
| 1 | "Impurezas"                        | Jane Wu                   | Amber Noizumi & Michael Green | 62 min  | 3 novembro 2023   |
| Em uma loja de sobá (macarrão), Mizu encontra um "comerciante de carnes" (um fornecedor de mulheres para bordéis) com uma pistola ocidental. Mizu força-o a revelar o nome do traficante de armas, Heiji Shindo. Ringo, o atendente da cozinha, segue Mizu e implora para ser aceito como aprendiz. Princesa Akemi, filha única do Lorde Daiichi Tokunobu, Daimiô de Quioto, convence seu pai a aprovar do casamento dela com Taigen, um jovem e talentoso samurai. Mizu busca uma reunião com o mestre do Dojo Shindo para descobrir a localização de seu irmão, Heiji Shindo. Quando o pedido é negado, começa um conflito; Mizu facilmente derrota os estudantes. Taigen, que atormentava Mizu quando criança, agora é o campeão premiado do dojo, mas quando Mizu o derrota, o mestre revela a localização de seu irmão. Em flashbacks de quando era criança, Mizu encontra o Mestre Eiji, um ferreiro cego que faz espadas; eles recuperam um meteorito metálico azul brilhante. Ela se torna seu aprendiz e aprende a manejar e fazer espadas. A pedido de um estranjeiro, Heiji Shindo envia assassinos, chamados de "Quatro Presas" para matar Mizu. Ringo descobre que Mizu é mulher. |                                    |                           |                               |         |                   |
| 2 | "Um elemento inesperado"           | Ryan O'Loughlin           | Michael Green & Amber Noizumi | 48 min  | 3 novembro 2023   |
| Relutantemente permitindo que Ringo se junte a ela, Mizu chega a uma cidade costeira, buscando contratar um barco para chegar ao forte de Shindo, que fica em uma ilha. Shindo e o estranjeiro planejam uma 'surpresa' para o Xogum em Edo. Taigen busca Mizu para recuperar sua honra. Por causa da derrota de Taigen, o pai de Akemi planeja casá-la com o segundo filho viúvo do Xogum e a levará para Edo em 5 dias, apesar de suas objeções. Ela decide fugir em busca de Taigen, embora Teki, o criado de seu pai, a pegue e, incapaz de impedi-la, junta-se a ela. Enquanto Ringo participa das festividades da cidade, Mizu treina nas colinas acima. Ela lembra de um assassino chamado Chiaki Sanguinário, que enganou ela e o Pai das Espadas para que forjassem uma espada para ele, que quebrou perto da ponta durante o processo de forja devido à inexperiência de Mizu. Os Quatro Presas atacam, com seu líder revelado como Chiaki, ainda usando a lâmina quebrada. Mizu luta contra os Fangs na face do penhasco e mata todos os quatro, embora tenha se ferido gravemente no processo. Taigen, depois de rastrear Mizu, se revela e a desafia, ao que ela obedece, mas de repente desmaia devido à perda de sangue, deixando Taigen hesitante em atacar. |                                    |                           |                               |         |                   |
| 3 | "Um número fixo de caminhos"       | Earl A. Hibbert Alan Wan  | Michael Green & Amber Noizumi | 45 min  | 3 novembro 2023   |
| Taigen e Ringo levam Mizu para um abrigo em um santuário próximo. Mizu concorda com um contrato para duelar com Taigen quando ela estiver recuperada. Um homem enorme com uma clava entrega um convite para uma "cerimônia do chá" com Heiji. Embora Taigen suspeite que se trata de uma armadilha, Mizu aceita e os dois viajam para o encontro. Heiji dá a Mizu três opções: ser paga para renunciar à sua vingança, ser contrabandeada para o castelo de Heiji em barris de saquê para matar o homem branco ou recusar e ser morta por arqueiros supostamente escondidos nas proximidades. Mizu aceita o blefe de Heiji e corta seu braço. Taigen e Mizu escapam com a ajuda de Ringo enquanto são bombardeados por centenas de flechas. Depois disso, Mizu deixa Taigen inconsciente e o deixa com a lâmina quebrada de Chiaki e um bilhete prometendo comparecer ao duelo em um momento posterior. Em seguida, Taigen é sequestrado e levado para o castelo de Heiji. Seki e Akemi são emboscados por bandidos e perdem seu dinheiro e transporte. Eles alugam uma carroça usando as últimas joias de Akemi, mas Akemi descobre que eles estão viajando na direção errada. Seki revela que tem dinheiro suficiente para alugar um cavalo de volta ao palácio e implora a Akemi que desista da busca por Taigen e aceite o casamento que ele apresentou ao pai dela. Akemi rejeita a oferta com raiva e engana um comerciante de carne para que ele a transporte. |                                    |                           |                               |         |                   |
| 4 | "Peculiaridades"                   | Ryan O'Loughlin           | Michael Green & Amber Noizumi | 47 min  | 3 novembro 2023   |
| Mizu procura o bordel de Madame Kaji para saber o que Heiji Shindo revelou sobre a forma como as prostitutas entram no castelo de Abijah Fowler, o homem branco que ela está procurando. Kaji promete lhe dar a informação se Mizu concordar em matar Kinuyo, uma garota surda-muda que estava sob os cuidados de Kaji antes de ser levada à força pelo chefe da máfia local das "mil garras", Hamata. Mizu executa sua tarefa e deixa a cena do crime, fazendo com que a morte de Kinuyo pareça um acidente. No entanto, ao sair, um garoto a vê; Hamata chega ao bordel de Kaiji com seus lutadores e ordena que matem todos. Depois de perceber que Akemi fugiu, Lord Daiichi envia seus homens atrás dela. Akemi acaba na mesma cidade que Mizu e a vê com o cachecol de Taigen, entrando no bordel. Akemi convence o fornecedor a negociá-la lá. Para provar sua competência, quando encarregada por Madame Kaiji de dar prazer a um cliente veterano com dificuldades de ereção, ela usa com tato o interesse dele por poesia e sua proficiência no assunto para estimulá-lo e levá-lo ao clímax. Enquanto está sendo aplaudida por seu talento, ela se voluntaria para servir Mizu em uma tentativa de drogá-la. Na fortaleza do castelo, Taigen está sendo torturado por Shindo para obter informações sobre Mizu. |                                    |                           |                               |         |                   |
| 5 | "A história do ronin e da esposa"  | Michael Green             | Amber Noizumi                 | 46 min  | 3 novembro 2023   |
| Diante da ameaça dos homens de Hamata, Mizu reúne as mulheres do bordel no porão e encarrega Ringo de protegê-las. Dentro do bordel, ela começa a matar os mil garras individualmente, mas um deles consegue ferir Mizu, fazendo com que ela aos poucos perca as forças. Em um sonho desperto que Mizu tem enquanto está sendo atacada, alegórico com a história do primeiro rōnin, Mizu é vista recebendo um ferimento semelhante de alguns gângsteres e, mais tarde, é salva por sua mãe supostamente morta, que arranja um casamento entre Mizu e um samurai desonrado, Mikio. Aos poucos, Mizu se abre para o novo marido, mas quando ela o vence em uma luta, ele a chama de monstro. Ele não a ajuda quando soldados chegam para cobrar a recompensa por sua cabeça. Sentindo-se traída, ela luta contra o grupo e os mata. Mikio e a mãe de Mizu discutem sobre quem traiu Mizu. Mikio esfaqueia a mãe de Mizu até a morte. Mizu mata Mikio e vai embora. Uma peça narrada de teatro de fantoches bunraku intercala e complementa a narrativa, com sua protagonista feminina se transformando em um Onryō, um espírito vingativo. Na realidade, Mizu está presa, mas consegue recuperar suas forças, transforma sua espada em uma Naginata improvisada e mata os homens de Hamata. Os homens enviados por Lord Daiichi chegam para levar Akemi de volta para casa e, embora ela implore a Mizu para ajudá-la, ela não intervém. Ringo, irritado com a decisão insensível de seu mestre, termina seu aprendizado. Em uma panorâmica da narrativa do quadro, a Princesa Akemi é mostrada no palácio do Shogun. |                                    |                           |                               |         |                   |
| 6 | "Todos os pesadelos e xingamentos" | Earl A. Hibbert Sunny Sun | Amber Noizumi & Michael Green | 35 min  | 3 novembro 2023   |
| Mizu segue as instruções transmitidas por Madame Kaji e encontra a passagem subterrânea para o castelo repleta de esqueletos de mulheres e bebês. Ao tentar destrancar a porta para sair do túnel, ela aciona acidentalmente uma armadilha de água e consegue por pouco escapar do afogamento, mas perde a maior parte de seu equipamento. Sua entrada secreta é descoberta quando um soldado dispara o alarme, interrompendo a reunião de Heiji e Fowler no nível superior com dois dos conselheiros do Shogun, enquanto eles conspiram para matar o Xogum e sua família para tomar o poder à força usando as armas em posse de Fowler. Mizu continua subindo pelo palácio, sofrendo ferimentos causados pelas inúmeras armadilhas e guardas do castelo. Por fim, ela chega a uma área de calabouço, onde luta para abrir caminho entre os prisioneiros libertados antes de se deparar com a cela que abriga Taigen, que está gravemente ferido. Ela o carrega consigo até se deparar com um gigante carregando uma clava. Mizu o derrota com um explosivo que também rompe a parede externa do castelo. Em seguida, ela sobe até o topo da parede externa carregando Taigen e confronta Fowler. Ele atira contra eles, ferindo Mizu e partindo sua espada em duas. Enquanto Fowler tenta matar Taigen, Mizu o agarra e pula na água congelante abaixo, onde uma mão se estende em direção a eles quando estão prestes a se afogar. |                                    |                           |                               |         |                   |
| 7 | "Nada se quebra"                   | Alan Taylor               | Yana Bille-Chung              | 45 min  | 3 novembro 2023   |
| Ringo salva Mizu e Taigen, levando seus corpos inconscientes para a cabana do Pai das Espadas. Enquanto se recupera, o relacionamento de Mizu com Taigen começa a tomar um rumo não combativo e sugestivo. Isso é desfeito quando ela revela o casamento de Akemi com o filho do Xogum e o ataque iminente de Fowler ao Xogunato. Taigen rejeita a lâmina quebrada de Mizu e parte para Edo para salvar Akemi e avisar o Xogum, prometendo matá-la quando retornar. Depois de várias tentativas fracassadas e de uma epifania que resulta em um conserto de laços com Ringo, Mizu consegue recriar a metalurgia do aço de sua espada, mas se abstém de reforjá-la até que tenha matado Fowler. Mizu e Ringo partem para Edo para salvar Akemi e matar Fowler. Akemi está sofrendo com as restrições de sua nova posição no Shogunato e suporta as maquinações de sua sogra cruel. Ela confronta o marido e descobre que ele é gentil, apesar de sua reputação (resultado de propaganda), e também inseguro - e maleável - devido à sua gagueira severa. Ela chega a um acordo com ele, o que leva à consumação do casamento. Ela usa sua riqueza recém-adquirida para contratar as prostitutas do bordel de Madame Kaji como suas novas assistentes. Uma delas, Ise, a informa sobre os planos de Fowler, que são transmitidos ao pai de Akemi, Lord Daichi, que, para horror de Akemi, mata Ise, revelando estar envolvido na conspiração. Ele então confina Akemi em uma cela no porão. |                                    |                           |                               |         |                   |
| 8 | "O grande incêndio de 1657"        | Jane Wu                   | Michael Green & Amber Noizumi | 49 min  | 3 novembro 2023   |
| Mizu pede a Ringo que espere nos esgotos enquanto ela salva Akemi e a envia em sua direção. Taigen encontra Ringo e eles decidem invadir o portão da frente para avisar o Xogum sobre o ataque iminente, que logo acontece quando o exército de Fowler rompe as defesas do castelo. Seki salva Akemi de sua cela, prendendo seu pai em seu lugar, mas eles são superados em número pelos soldados até a chegada de Mizu. Heiji abre o portão final por dentro, dando a Fowler acesso ao Shogun e sua família. Fowler mata o Xogum , mas os filhos e a esposa do Shogun escapam depois que Mizu invade o local, deixando Taigen para matar Heiji Shindo. Mizu subjuga Fowler depois de iniciar um incêndio ao tentar impedi-lo de fugir, que rapidamente se espalha pelo castelo e depois pela cidade. Fowler diz a Mizu que eles terão que viajar para Londres para encontrar os dois homens brancos restantes e que a mulher que ela pensava ser sua mãe era uma empregada paga para criá-la. Seki e Akemi fecham o portão da frente do castelo, impedindo que os homens de Fowler escapem do fogo crepitante, mas Seki é baleado fatalmente. Taigen encontra Akemi do lado de fora do castelo e se oferece para fugir com ela, mas ela recusa, optando por permanecer em Edo com a família sobrevivente do Xogum e seu pai, Lorde Daichi. Ringo retorna ao Pai das Espadas, convencido de que Mizu morreu no incêndio. Mizu parte em um navio com Fowler como seu prisioneiro. |                                    |                           |                               |         |                   |

## Produção
Em outubro de 2020, foi relatado que a Netflix havia dado sinal verde para a produção da série, com os criadores Green e Noizumi atuando como roteiristas, produtores executivos e showrunners, com animação híbrida 2D/3D do estúdio francês Blue Spirit. Eles queriam que a série "parecesse uma pintura em movimento" com design de personagens desenhados a partir de bonecos bunraku. A inspiração foi tirada do personagem Zatoichi, o “Homem Sem Nome”, e das obras de Akira Kurosawa. Os criadores afirmaram que pretendem fazer três ou quatro temporadas, e um possível spin-off.
Em 11 de dezembro de 2023, a série foi renovada para uma segunda temporada.

## Lançamento
O primeiro episódio foi lançado em 1º de novembro de 2023 no canal da Netflix no YouTube. A série completa foi lançada em 3 de novembro na Netflix, composta por 8 episódios.
Uma versão especial do episódio 6 foi lançada em 15 de novembro de 2023 no canal Netflix no YouTube. Ele apresenta uma paleta predominantemente em preto e branco e uma trilha sonora alterada.

## Recepção
O site agregador de resenhas Rotten Tomatoes relatou uma avaliação crítica de 100%, com uma avaliação média de 8,4 de 10 com base em 21 resenhas. O consenso dos críticos do site diz: "Visualmente deslumbrante enquanto presta atenção ao personagem, Blue Eye Samurai é uma aventura animada magistralmente produzida." Metacritic, que utiliza uma média ponderada, atribuiu uma pontuação de 88 em 100 com base em 6 críticos, indicando "aclamação universal".